# Krásnotlamka černoskvrnná
Krásnotlamka černoskvrnná (Callochromis melanostigma) je paprskoploutvá ryba z čeledi vrubozubcovití (Cichlidae).
Druh byl popsán roku 1906 ichtyologem Georgem Albertem Boulengerem.

## Popis a výskyt
Maximální délka ryby je 15 cm.
Tělo podlouhlé, zploštělé červenohnědé a nazelenalé barvy. Modročerný krk. Zelené znaky na těle.
Byla nalezena ve vodách jezera Tanganika. Obývá písčitá dna poblíž skal, tvoří rybí školky.
Je využívána jako akvarijní ryba.